# ルイス・オルティス (ボクサー)
ルイス・オルティス（Luis Ortiz、1979年3月29日 - ）は、キューバのプロボクサー。カマグエイ出身。元WBA世界ヘビー級暫定王者。

## 来歴

### アマチュア時代
2005年11月、中華人民共和国の綿陽市で開催された世界ボクシング選手権にヘビー級（91kg）で出場し、準々決勝で敗退した。
アマチュア時代の戦績は343勝19敗。

### プロ時代

#### GBP所属時
2010年2月16日、フロリダ州ハリウッドのセミノール・ハードロック・ホテル・アンド・カジノ・ハリウッド内ハード・ロック・ライブでデビュー戦を行い、初回1分18秒TKO勝ちを収めデビュー戦を白星で飾った。
2010年8月24日、フロリダ州ハリウッドのセミノール・ハードロック・ホテル・アンド・カジノ・ハリウッド内ハードロック・ライブでケンドリック・レルフォードとFECARBOXヘビー級王座決定戦を行い、8回3-0（80-72、2者が79-72）の判定勝ちを収め王座獲得に成功した。
2011年6月17日、パナマのパナマシティのアレナ・ロベルト・デュランでオルティスが持つタイトルとWBAフェデラテンヘビー級王座決定戦としてルイス・アンドレス・ピネダと対戦し、6回1分43秒KO勝ちを収め、FECARBOX王座の初防衛、WBAフェデラテン王座獲得に成功した。
2012年2月10日、フロリダ州パームベイのパームベイ・コミュニティ・センターでエピファニオ・メンドーサとWBOラテンアメリカ並びにWBCラテンアメリカヘビー級王座決定戦を行い、7回1分7秒、メンドーサの故意のローブローによる失格勝ちを収めWBOラテンアメリカ王座獲得、WBCラテンアメリカ王座獲得に成功した。
2014年9月11日、ラスベガスのハードロック・ホテル・アンド・カジノ内ザ・ジョイントでWBA世界ヘビー級5位のラティーフ・カヨデとWBA世界ヘビー級暫定王座決定戦を行い、初回2分55秒TKO勝ちを収め、ジョン・ルイスが2004年2月20日にロイ・ジョーンズ・ジュニアのライトヘビー級への再転向に伴い正規王座に昇格して以来10年間空位だった暫定王座の獲得に成功した。
2014年10月22日、上述のカヨデ戦の試合前に行われたNSACによる薬物検査でオルティスから違反薬物のナンドロロンが検出された為、NSACはオルティスに一時的な資格停止処分を科すことを決定した。これを受けてオルティス陣営は再検査と公聴会を行うよう主張した。
2015年1月12日、NSACによる薬物検査で違反薬物のナンドロロンが検出された件で、オルティスのWBA世界ヘビー級暫定王座剥奪とカヨデ戦を無効試合にすることが決定した。オルティスは2014年9月11日から8ヵ月の出場停止と報酬の10%にあたる8000ドルの罰金並びにNSACへの薬物検査代450ドルの支払いが命じられた。
2015年2月15日、WBAがオルティスのWBA世界ヘビー級暫定王座を剥奪した事を公式に発表した。
2015年10月17日、ニューヨークのマディソン・スクエア・ガーデンでゲンナジー・ゴロフキンVSデイビッド・レミューの前座でWBA世界ヘビー級15位のマティアス・アリエル・ビドンド（アルゼンチン）とWBA世界ヘビー級暫定王座決定戦を行い、3回17秒KO勝ちを収め、上述のカヨデ戦で違反薬物のナンドロロンが検出された件で1度は王座戴冠が無効となるも再度巡ってきたチャンスで11年間空位だった王座の獲得に成功した。
2015年12月19日、ニューヨーク州ヴェローナのターニング・ストーン・リゾート・アンド・カジノ内ターニング・ストーン・イベント・センターでWBA世界ヘビー級6位のブライアント・ジェニングスと対戦し、7回2分41秒TKO勝ちを収め初防衛に成功した。
2016年1月8日、WBAがWBA世界ヘビー級7位のアレクサンダー・ウスティノフと指名試合を行うよう指令を出した。
2016年3月5日、ワシントンD.C.のDCアーモリーでトニー・トンプソンと対戦し2度目の防衛を目指す予定だったが、トンプソンが直近の試合で負けが多くノーランカーだった為ヘビー級契約12回戦に変更になり、試合はオルティスが初回、3回、6回にダウンを奪い6回2分29秒KO勝ちを収めた。
2016年8月3日、同年9月17日にリアム・スミス対サウル・アルバレスの前座でWBA世界ヘビー級3位のアレクサンダー・ウスティノフと対戦し、指名試合を制しての2度目の防衛を目指す予定だったが、オルティスがより高額のファイトマネーを要求して契約を破棄したことで試合が中止となった。同日、WBAは最低入札価格を60万ドルとする入札を同月15日にWBA本部で行うと通達を出した。報酬の60%はオルティスに分配され、残りの40%がウスティノフに分配されることとなった。
2016年8月15日、入札が行われウスティノフ擁するワールド・ボクシングが最低入札額60万ドルで興行権を落札した。ファイトマネーの分配は上述通りオルティスが60%に当たる36万ドル、ウスティノフが24万ドルとなった。オルティス擁するゴールデンボーイ・プロモーションズは同年9月17日に行われるリアム・スミス対サウル・アルバレスの前座でオルティス対ウスティノフ戦を行う意向を示していたが、オルティスと共同プロモーターのデイド・プロモーションズから合意を得られなかった。
2016年8月23日、100万ドルの契約解除料を支払い、ゴールデンボーイ・プロモーションズと決別した。
2016年9月5日、ワールド・ボクシングは同年10月7日にロシアでアレクサンダー・ウスティノフVSルイス・オルティスを行う予定でいたが、契約の最終期限だった同月4日までにオルティスが試合契約書にサインをしなかったことを発表。このため、ワールド・ボクシングはWBAにオルティスの王座剥奪を要請し、ウスティノフを王者として認定するか別の相手との王座決定戦を指令するよう話し合いを進める意向を示した。

#### マッチルーム所属時
2016年10月8日、イギリスのボクシングプロモーターのマッチルーム・スポーツとイギリス人ボクサー以外で初めて契約したことを発表した。
2016年11月12日、モンテカルロのモンテカルロ・スポーティングでマリク・スコットとWBAインターコンチネンタルヘビー級王座決定戦を行い、12回3-0（120-105、120-106、119-106）の判定勝ちを収め王座獲得に成功した。

#### PBC及びTGB所属時
2017年3月、アル・ヘイモン及びTGBプロモーションズと契約。
2017年9月29日、マウリシオ・スライマンWBC会長は、VADAが同月22日に実施したドーピング検査でオルティスの尿サンプルからドーピングの隠蔽に使用されるため禁止薬物に指定されているクロロチアジドとヒドロクロロチアジドに対する陽性反応が出たと通知を受けたことを公表した。オルティスは持病の高血圧の治療のために医師から処方を受けた薬を使用していたと主張したが、薬を使用していることをWBCに告知していなかった。
2017年10月4日、マウリシオ・スライマンWBC会長はバクーで開催中のWBC年次総会において、デオンテイ・ワイルダー対ルイス・オルティス戦の指名試合の承認を取り下げることを決定、オルティスの指名挑戦権を剥奪し、代わりにデオンテイ・ワイルダーとバーメイン・スタイバーンに対し指名試合を命じた。
2017年11月2日、WBAはルイス・オルティスのアンソニー・ジョシュアへの指名挑戦権を剥奪し、VADAが実施したドーピング検査で禁止薬物に対する陽性反応を示した同年9月22日を起点に2018年9月22日までの1年間オルティスをWBAランキングから除外して、WBA関連のいかなる試合であろうと出場を認めない処分を科すことを決定した。ただし、オルティスは2018年3月22日以降には処分の停止を要求してWBAの判断を仰ぐことが出来る。
2017年12月2日、WBCはオルティスが薬の使用をWBCに告知しなかったのは違反であるとしたが、持病の高血圧のために薬を使用した正当な医療行為であるというオルティスの主張は認め、25,000ドル（約280万円）の罰金のみでランキング剥奪や出場停止などの処分を科さない決定をした。
2018年3月3日、バークレイズ・センターでWBC世界ヘビー級王者のデオンテイ・ワイルダーと対戦し、プロ初黒星となる10回2分5秒TKO負けを喫しWBAに続くWBCでの王座獲得に失敗した。この試合でワイルダーは210万ドル（約2億3000万円）、オルティスは50万ドル（約5500万円）のファイトマネーを稼いだ。
2019年11月23日、ラスベガスのMGMグランド・ガーデン・アリーナでWBC世界ヘビー級王者のデオンテイ・ワイルダーと1年8ヵ月振りに再戦し、7回2分51秒KO負けを喫しWBA暫定に続く王座を獲得出来なかった。
2020年11月7日、カリフォルニア州ロサンゼルスのマイクロソフト・シアターでアレクサンダー・フローレスに1回45秒でKO勝ちを収めた。しかし、フローレスが倒れたパンチが、左の脇腹への、さして強いように見えない、拳が返っていなかったためクリーンヒットもしていないパンチで、なおかつフローレスもそのパンチを腕でブロックしていたため、フローレスの八百長・無気力試合疑惑が持ち上がり、カリフォルニア州アスレチックコミッションはフローレスのファイトマネー8万ドル（約830万円）を差し押さえて、試合の調査を行った後に特別公聴会を開くことを決めた。その後、カリフォルニア州アスレチックコミッションは調査を行い試合に不正は無かったとして、差し押さえていたファイトマネーをフローレスに支払った。
2022年1月1日、セミノール・ハード・ロック・ホテル・アンド・カジノ内ハードロック・ライブでIBF世界ヘビー級2位のチャールズ・マーティンとIBF世界ヘビー級挑戦者決定戦として対戦し、初回と4回にダウンを奪われるが、6回1分37秒TKO勝ちを収めオレクサンドル・ウシクへの挑戦権を獲得した。
2022年9月4日、カリフォルニア州のクリプト・ドットコム・アリーナでアンディ・ルイス・ジュニアとノンタイトル12回戦で対戦。2回に2度、7回に1度の合計3度ダウンを奪われ、12回判定負けを喫した。この試合でアンディ・ルイスは100万ドル（約1億4千万円）、オルティスは55万ドル（約7500万円）のファイトマネーを稼いだ。

## 獲得タイトル
- FECARBOXヘビー級王座
- WBAフェデラテンヘビー級王座
- WBCラテンアメリカヘビー級王座
- WBOラテンアメリカヘビー級王座
- WBA世界ヘビー級暫定王座（防衛1）
- WBAインターコンチネンタルヘビー級王座

## ペイ・パー・ビュー売上げ
| 開催年月日     | イベント                                          | 販売件数              | テレビ局 | 備考   |
| -------------- | ------------------------------------------------- | --------------------- | -------- | ------ |
| 2022年9月4日   | アンディ・ルイス・ジュニア vs. ルイス・オルティス | 6万5千件              | FOX      | 75ドル |
| 2022年1月1日   | ルイス・オルティス vs. チャールズ・マーティン     | 2万5千件              | FOX      | 40ドル |
| 2019年11月23日 | デオンテイ・ワイルダー vs. ルイス・オルティス 2   | 22万5千件 - 27万5千件 | FOX      | 75ドル |